# Черкис
Черкис (пол. Obszar ochrony ścisłej Czerkies) — охраняемая лесная зона в Розточаньском национальном парке, юго-восточная Польша. Расположена в Люблинском воеводстве, Замойском повете, на территории гмины Звежинец. Находится к юго-западу от дороги Оброч — Гучюв. Площадь охраняемой территории составляет 160,57 га (1,6 км2).
До основания Розточаньского национального парка здесь находился заповедник Черкис, основанный в 1960-х годах.
Территория зоны покрыта девственным лесом, видовой состав и структура которого не изменились в результате деятельности человека. Под охраной находятся насаждения карпатского букового леса.
Район недоступен для туристов — по нему не проходят туристические маршруты или природные тропы.